# МАЗ-6312
МАЗ-6312 — семейство белорусских крупнотоннажных грузовых автомобилей четвертого поколения, выпускающихся на Минском автомобильном заводе с 2007 года. Является преемником модели третьего поколения МАЗ-6303 и выпускается параллельно с ней.

## Двигатель
За всю историю производства на автомобиль ставят двигатель ЯМЗ-6581.10 мощностью 400 л. с.

### Технические характеристики
- Двигатель: шестицилиндровый четырёхтактный дизельный.
- Модель двигателя: ЯМЗ-6581.10.
- Мощность: 294 кВт (400 л. с.).
- Коробка передач: ЯМЗ-2391 или 9JS135A.
- Количество передач: 9.
- Объём бака: 500 л.
- Колёсная формула: 6×4.

#### Габариты
- Колёсная база: 4400 + 1400 мм.
- Объём: 44,25 м3.
- Размер шины: 315 / 80R22,5.
- Допустимая общая масса: 26.500 кг.
- Нагрузка на переднюю ось: 7500 кг.
- Нагрузка на заднюю ось: 19000 кг.
- Допустимая нагрузка на прицеп: 21500 кг.
- Полная масса автопоезда: 48000 кг.
- Снаряжённая масса: 12300 кг.
- Грузоподъёмность: 14050 кг.

## Трансмиссия
Трансмиссии автомобиля: 9-ст. ЯМЗ-239 и 9ЈЅ135А.

## Модификации
- МАЗ-6312A5.
- МАЗ-6312A8.
- МАЗ-6312A9.
- МАЗ-6312М7.
- МАЗ-6312C9[3].

Различия заключаются в кабине и виде транспортного средства.